# Bonnie Hunt
Bonnie Lynn Hunt (Chicago, 22 de setembro de 1961) é uma atriz, comediante, dubladora, produtora, diretora, escritora e apresentadora norte-americana. Conhecida por suas atuações nos filmes Beethoven, Beethoven's 2nd, Jumanji, Jerry Maguire, À Espera de um Milagre, Doze é Demais e Doze é Demais 2, também estrelou o seriado Bom Dia, Bonnie na rede ABC, e apresentou seu próprio talk show, o The Bonnie Hunt Show.
Ela já dublou várias animações da Disney e Disney Pixar, como A Bug's Life, Monsters, Inc., Cars, Toy Story 3, Carros 2, Monsters University, Zootopia e Carros 3.

## Vida pessoal
Em 1988, Bonnie se casou com o banqueiro e investidor John Murphy. Durante uma entrevista ao Late Show with David Letterman em 6 de junho de 2006, ela disse que estava solteira novamente, deixando implícito que ela e Murphy haviam se divorciado.
A cidade natal de Hunt é Chicago, Illinois. Ela é fã do Chicago Cubs, não tendo perdido um dia de estreia no Wrigley Field desde 1977. Ela estava presente em Cleveland, junto com outros fãs do Cubs, como Eddie Vedder, Bill Murray e John Cusack, no histórico jogo onde o time marcou sete vitórias durante a World Series de 2016.
Ela é defensora da Fundação de Pesquisa do Mieloma múltiplo, da qual é membro honorária do conselho.

## Filmografia
- Toy Story 4 (2019) - Boneca Dolly
- Carros 3 (2017) - Sally Carrera
- Zootopia: Essa Cidade é o Bicho (2016) - Bonnie Hopps
- Universidade Monstros (2013) - Karen Graves
- Carros 2 (2011) - Sally Carrera
- Toy Story 3 (2010) - Boneca Dolly
- Carros (2006) - Sally Carrera
- Doze é Demais 2 (2005)
- Doze é Demais (2003)
- Monstros S.A. (2001) - Flint
- Destinos Cruzados (1999)
- À Espera de Um Milagre (1999)
- Vida de Inseto (1998) - Rosie (Viúva Negra)
- Jerry Maguire - A Grande Virada (1996)
- Jumanji (1995) - Sarah Whittle (Adulta)
- Agora e Sempre (1995)
- Só Você (1994)
- Beethoven 2 (1993)
- Beethoven, o Magnífico (1992)
- Rain Man (1988)